# Войвож (приток Ыджыд-Сунаёль)
Войвож (устар. Вой-Вож) — река в России, протекает по Республике Коми. Устье реки находится в 35 км по правому берегу реки Ыджыд-Сунаёль. Длина реки составляет 15 км.

## Этимология гидронима
Войвож на языке коми означает «северный приток», от вой — «ночь», «север», «северный» и вож — «приток».

## Данные водного реестра
По данным государственного водного реестра России относится к Двинско-Печорскому бассейновому округу, водохозяйственный участок реки — Печора от водомерного поста у посёлка Шердино до впадения реки Уса, речной подбассейн реки — бассейны притоков Печоры до впадения Усы. Речной бассейн реки — Печора.
Код объекта в государственном водном реестре — 03050100212103000064280.